# Ronny Yu
Ronny Yu (születési neve kínaiul: 于仁泰, pinjin: Yu Yan-tai, magyaros átírással: Jü Jan-taj) (Hongkong, 1950 –) kínai filmrendező, producer, forgatókönyvíró. Nyugaton leginkább amerikai horrorfilmjeiről ismert, de rendezett híres hongkongi wuxiákat is, illetve Jet Li Félelem nélkül című búcsúfilmjét is ő jegyzi.

## Élete és pályafutása
Yu hagyományos kínai családban született egyetlen gyerekként. Kilenc hónapos volt, amikor gyermekbénulással diagnosztizálták, ami miatt gyerekkora nagy részét szobájába zárva töltötte. Yu itt kezdett el a fantáziavilágba menekülni a betegsége elől, később pedig a filmrendezés lett az álma. A családi hagyományokat követve azonban üzletvezetést kellett tanulnia, az Ohioi Egyetemen végzett.
Filmes karrierje a The Servant című filmmel kezdődött, mely Hongkongban első helyen nyitott a pénztáraknál. Később olyan wuxiafilmeket rendezett, mint a The Bride With White Hair.
Amerikában horrorrendezőként vált ismertté, olyan alkotásokkal, mint a Chucky menyasszonya vagy a Freddy vs. Jason, de rendezett akciófilmet is Samuel L. Jacksonnak (A hetedik mennyország) és harcművészeti filmet Jet Linek (Félelem nélkül).

## Filmográfia
| - Kill First, Ask Later (2009) - Yakuza (2008) - Félelem nélkül (2006) - Freddy vs. Jason (2003) - A hetedik mennyország (2001) - Chasing Dragon (1999) - Chucky menyasszonya (1998) - A tao harcosai (1997) - The Phantom Lover (1995) - Rapid Fire (1991) - Bai fa mo nu zhuan (The Bride With White Hair) (1993) - Bai fa mo nu zhuan II (The Bride With White Hair II) (1993) - Wu Lin sheng dou shi (1992) - Huo tou fu xing (1992) | - Qian wang 1991 (1991) - Gwang tin lung foo wooi (1989) - Meng gui fo tiao qiang (1988) - Legacy of Rage (1986) - Si yan zi (1985) - Ling qi po ren (1984) - Jui gwai chat hung (1981) - Xun cheng ma (1981) - Jiu shi zhe (1980) - Cheung laap cheing ngoi (1979) |